# Факел (волейбольний клуб, Івано-Франківськ)
«Факел» Івано-Франківськ (також «Факел-Буковель», «Факел-НТУНГ»; прізвисько нафтовики) — український волейбольний клуб із м. Івано-Франківська.

## Історія
Заснований у липні 1997 року на базі ВК «Володар-Факел». Виступав у Другій (1998—2001), Першій (2002—2004) і Вищій лігах.
У сезонах 2005—2006 і 2008—2009 років клуб здобував право виступати в еліті вітчизняного волейболу. Обидва сезони в еліті — 2006—2007 та 2009—2010 років — посідав останні місця та понижувався у класі.
У жовтні 2009 головний тренер Сергій Керницький стверджував, що, зокрема, «гравці… півроку не бачили зарплати…». Через фінансові проблеми не зумів взяти участь у розіграші Кубка України 2010—2011. Припинив існування у жовтні 2010 року.

## Тренери
- Михайло Туркула (з 2002 року)[6]
- Олег Запорожець (від 2004)[7]
- Сергій Керницький[8]

## Гравці
- Сергій Щавінський (капітан)[9]
- Василь Курдзюк[9]

### Склад
2009—2010 
Олександр Бабій, Роман Козак, Сергій Звягінцев, Микола Мигаль, Ілля Костюк, Віталій Бондар, Роман Галич, Сергій Щавінський, Андрій Павлів, Віталій Осадца, Михайло Сидор, Віталій Стадніков.